# 1e Legerkorps (Canada)
Het 1e Canadese Legerkorps was een van de twee legerkorpsen van het Canadese leger tijdens de Tweede Wereldoorlog.

## Geschiedenis
Van 24 december 1940 tot de oprichting van het Eerste Canadese Leger in april 1942 was er een ongenummerd Canadees Korps. Het 1e Canadese Korps werd in november 1943 in Italië operationeel toen het 5e Canadese Pantserdivisie samenging met de 1e Canadese Infanteriedivisie. Het korps werd een onderdeel van het Britse Achtste Leger.
Echter was het 1e Canadese Infanteriedivisie in december 1943 een onderdeel van het Britse 5e Legerkorps en nam het deel aan de Moro Rivier Campagne en de Slag om Ortona. Pas in mei 1943 ten tijde van de vierde Slag om Monte Cassino nam het 1e Canadese Korps als volledige eenheid deel aan de gevechten. Het Achtste Leger hield het korps echter in reserve en kwam pas weer in actie na de doorbraak van de Gustav-linie maar was wel betrokken bij de doorbraak van de Hitler Linie.
Het korps nam deel aan de opmars noordwaarts richting Florence en nam in september 1944 deel aan de aanval op de Gotische Linie tijdens Operatie Olive. In januari-februari 1945 werd het korps overgeplaatst naar het Eerste Canadese Leger om deel te nemen aan de strijd in Nederland. Het korps was daarna betrokken bij de bevrijding van Nederland. Het korps werd op 17 juli 1945 als onderdeel van de algemene demobilisatie ontbonden.

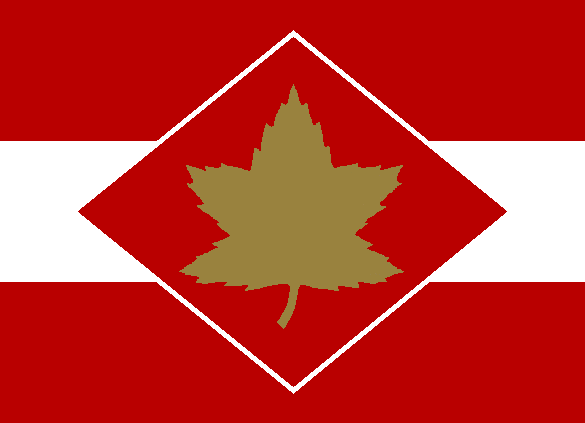
Het teken dat gebruikt werd om voertuigen te identificeren behorende tot het 1e Legerkorps.

Ondanks dat het eigenlijk een Canadese formatie was, bestond het 1e Canadese Korps uit eenheden uit andere geallieerde landen. Bijvoorbeeld in Italië ten tijde van de aanval op de Gotische Linie bestond het korps uit de 4e Britse Infanteriedivisie, de
2de Nieuw-Zeelandse divisie en het 3e Griekse Bergbrigade. Tijdens de bevrijding van Nederland was korte tijd de Britse 49e (West Riding) Infanteriedivisie aan het korps toegevoegd.

## Bevelhebbers
- Luitenant-generaal Andrew G. L. McNaughton, (19 juli 1940 tot 5 april 1942)
- Luitenant-generaal Harry Crerar (6 april 1942 tot 19 maart 1944)
- Luitenant-generaal Eedson Burns (20 maart 1944 tot 5 november 1944)
- Luitenant-generaal Charles Foulkes (10 november 1944 tot 17 juli 1945)